# Muntung
Muntung is een bestuurslaag in het regentschap Temanggung van de provincie Midden-Java, Indonesië. Muntung telt 2419 inwoners (volkstelling 2010).